# Халок (Минесота)
Халок (енгл. Hallock) град је у америчкој савезној држави Минесота.

## Демографија
По попису из 2010. године број становника је 981, што је 215 (-18,0%) становника мање него 2000. године.
| Група             | 2000.         | 2010.       |
| Белци             | 1.162 (97,2%) | 944 (96,2%) |
| Афроамериканци    | 1 (0,1%)      | 1 (0,1%)    |
| Азијати           | 2 (0,2%)      | 6 (0,6%)    |
| Хиспаноамериканци | 17 (1,4%)     | 27 (2,8%)   |
| Укупно            | 1.196         | 981         |